# Melete leucanthe
Melete leucanthe is een vlindersoort uit de familie van de Pieridae (witjes), onderfamilie Pierinae.
Melete leucanthe werd in 1861 beschreven door C. & R. Felder.